# Bahnhof Saint-Michel - Notre-Dame
Der Bahnhof Saint-Michel - Notre-Dame ist einer der wichtigsten Knotenpunkte des Pariser Schnellbahnnetzes Réseau express régional d’Île-de-France (RER). Er liegt südlich der Île de la Cité unter der Place Saint-Michel (RER B) beziehungsweise dem Quai Saint-Michel (RER C). Neben dem Umstieg zwischen den beiden RER-Linien bestehen über Verbindungsgänge Umsteigemöglichkeiten zu den Métrolinien 4 (Station Saint-Michel) und 10 (Station Cluny – La Sorbonne).

## Geschichte

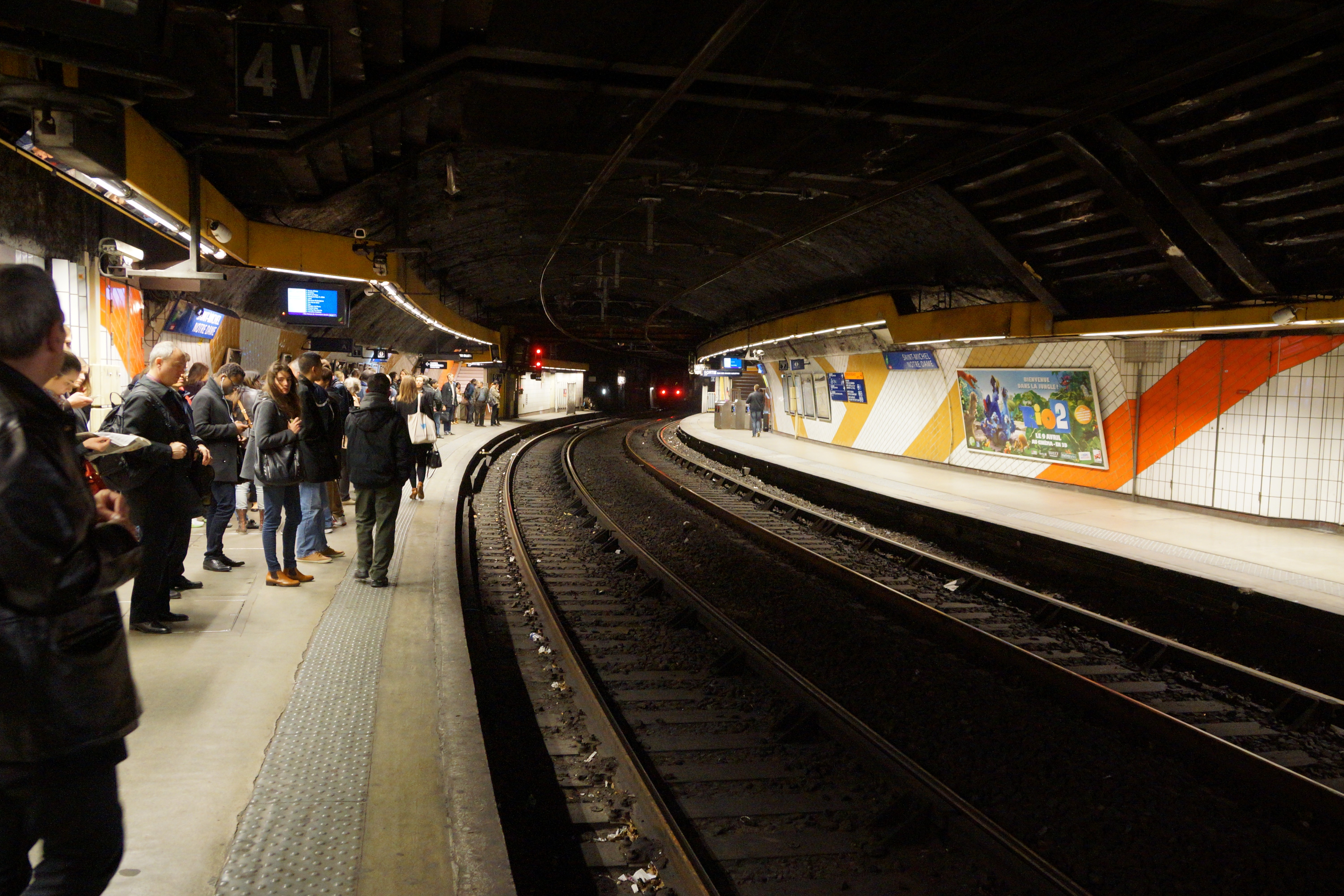
Station der Linie C (2014)

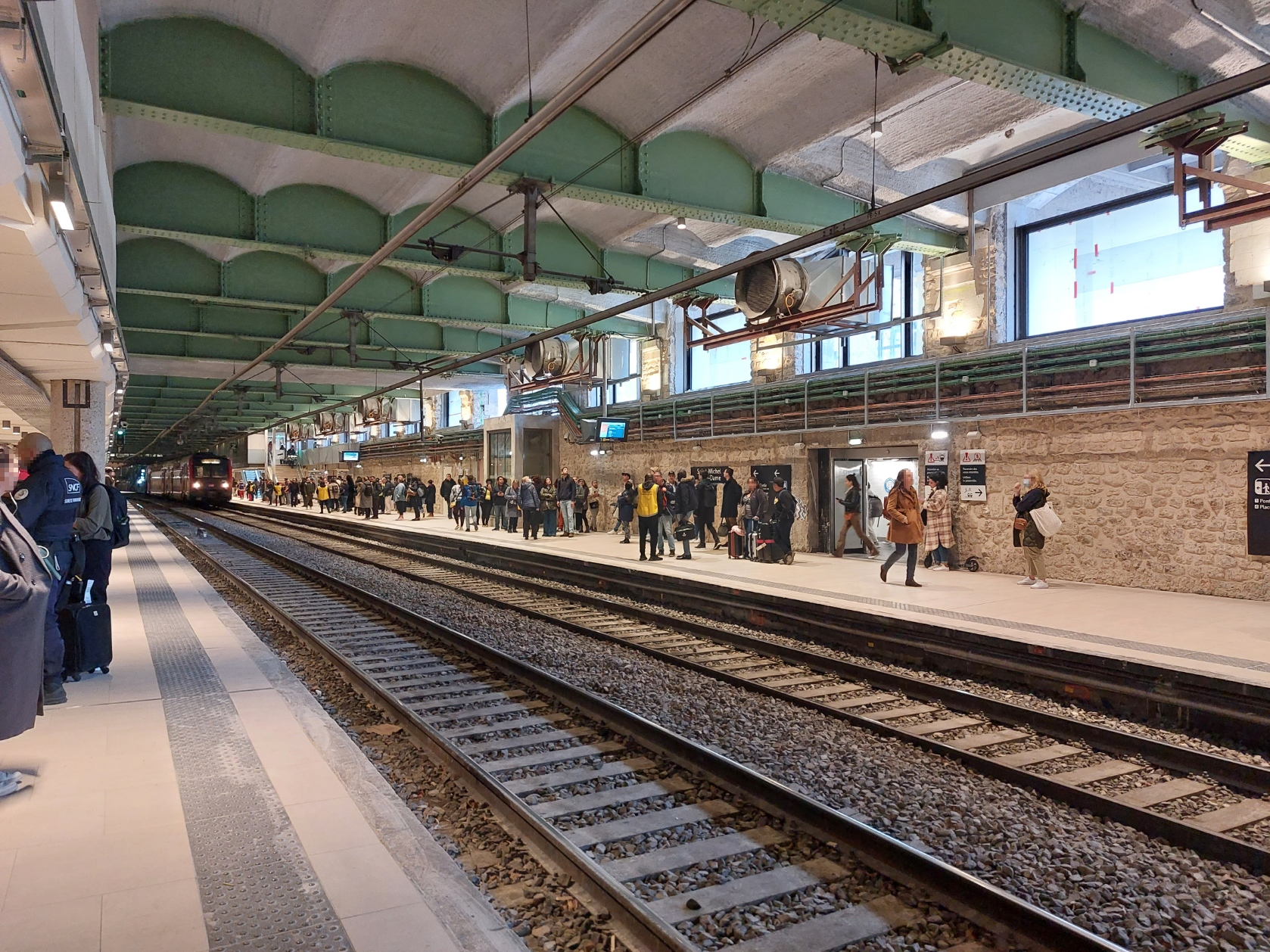
Station der Linie C nach der Renovierung

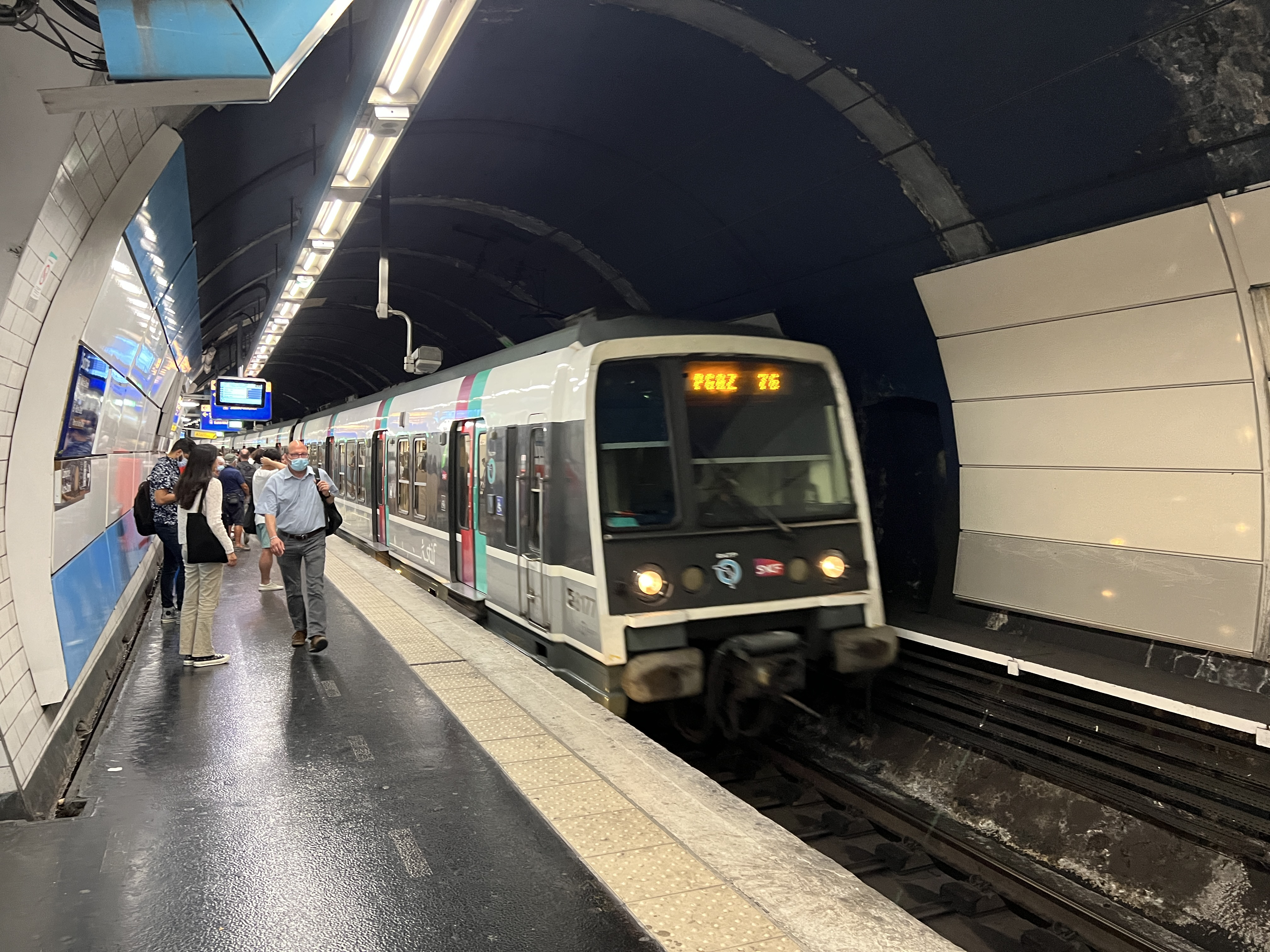
Zug der Baureihe Z 8100 der Linie B bei der Einfahrt

### Linie C
Der heutige Abschnitt der RER-Linie C wurde bereits am 28. Mai 1900 im Rahmen der Weltausstellung jenes Jahres eröffnet (→ Transversale Rive Gauche). Ab 1909 bestand eine Umsteigemöglichkeit zur Métrolinie 4. Die Linie C wurde dann in Verbindung mit einigen Modernisierungsmaßnahmen am 26. September 1979 in Betrieb genommen. Anstelle von Oberleitungen wurden in ihrer Station Deckenstromschienen installiert. Diese galt lange als sehr eng und dunkel, an der Südseite befanden sich die Bahnsteigsperren entlang des engen Bahnsteigs mit einer Breite von nur zwei Metern. In den Jahren 2022/23 wurde die Station renoviert, wobei die Deckenkonstruktion aus dem Jahr 1900 freigelegt wurde.

### Linie B
Die Strecke wurde im Jahre 1977 als Verlängerung der ehemaligen Ligne de Sceaux nach Norden bis Châtelet - Les Halles errichtet. Zwar wurde bereits damals auch eine Station eingerichtet, die jedoch erst neun Jahre später am 17. Februar 1988 in Betrieb genommen werden konnte, weil der schwierige Baugrund Verzögerungen beim Bau der Zugänge und Umsteigemöglichkeiten bereitete.

## Attentat vom 25. Juli 1995

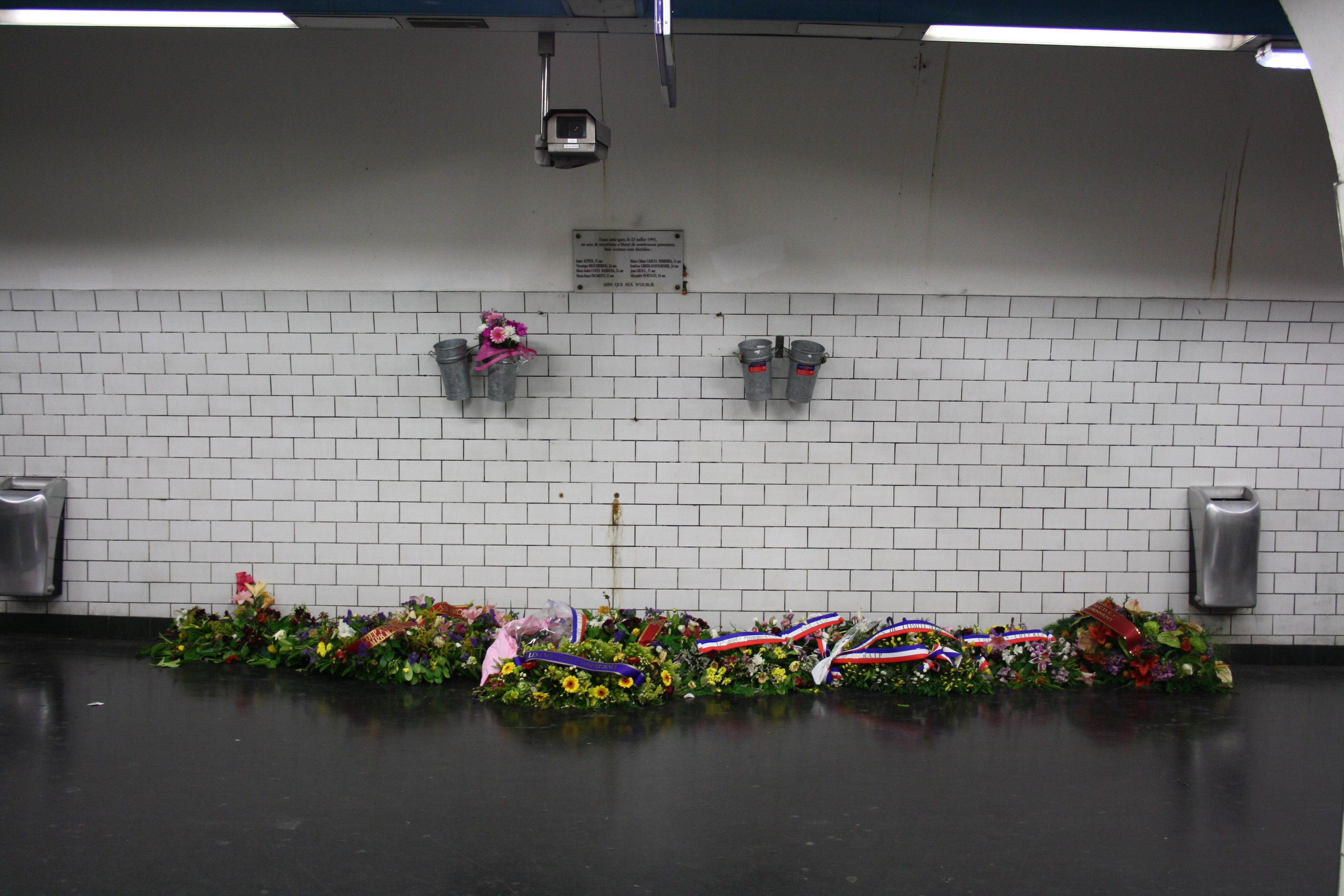
Tafel zu Gedenken an den Bombenanschlag (2011)

Am 25. Juli 1995 gab es einen Bombenanschlag in einem Fahrzeug der Linie B. Acht Menschen wurden getötet, 25 schwer und mehr als 150 leicht verletzt.
Um 17 Uhr explodierte eine im sechsten Wagen eines Zugs unter einem Sitz deponierte Bombe. Zu dem Anschlag bekannte sich die Groupe Islamique Armé (GIA), eine islamistische Gruppierung, die im Rahmen des algerischen Bürgerkriegs Gewalt- und Gräueltaten verübte und seit Ende 1994 auch in Frankreich aktiv war. Der Sprengkörper bestand aus einer Gasflasche für Campingzwecke, die mit Schwarzpulver, Nägeln und Bolzen bestückt war und mittels eines Weckers als Zeitverzögerer zur Detonation gebracht wurde.
Mit Khaled Kelkal und Boualem Bensaïd wurden zwei der Bombenleger identifiziert. Kelkal wurde 1995 nahe Lyon bei einem Schusswechsel von Beamten der Gendarmerie nationale getötet. Bensaïd wurde in Paris verhaftet und 2002 zu einer lebenslangen Freiheitsstrafe verurteilt.

## Umgebung
- Place Saint-Michel
- Notre-Dame
- Palais de Justice
- Quartier Latin